# カパック・ユパンキ

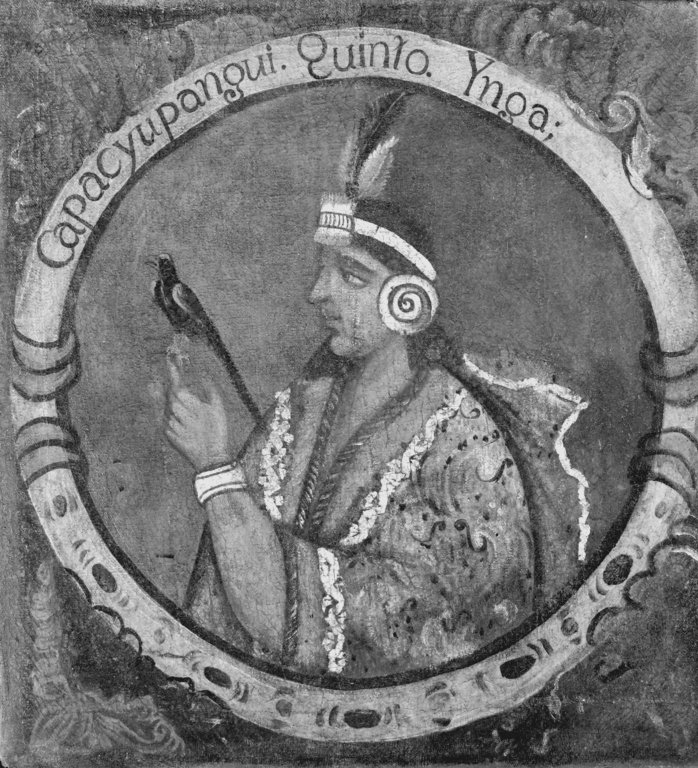
カパック・ユパンキ（ブルックリン美術館）

カパック・ユパンキ（英: Capac Yupanqui、ケチュア語: Qhapaq Yupanki＝すばらしい計理士、生没年不詳、在位1320年頃～1350年頃）は、クスコ王国の5代サパ・インカ（皇帝）（下王朝5代（最後））である。父は4代サパ・インカであるマイタ・カパック、王妃はインカの敵であったアンタの首長の娘ママ・クシ・ヒルペイ（又はコリヒルペイ、ママ・チュキ・イリュパとも）、子に上王朝の始祖で6代サパ・インカであるインカ・ロカがいる。
伝説によると、彼は偉大な征服者であった。年代記作者であるホアン・デ・ベタンソスによると、彼はクスコの谷の外の領土を征服した最初のインカであった。ただしこの伝承は、彼以前の王の尊厳さを限定するために設けられたのかもしれない。『インカ皇統記』の著者インカ・ガルシラーソ・デ・ラ・ベーガによると、彼はクスコを、多くの建物、橋、道路及び水路がある都市に発展させた。